# Magne de Füssen
Saint Magne de Füssen (en latin : Magnus, en allemand : Magnus von Füssen), est un saint catholique ermite, thaumaturge et missionnaire du VIIIe siècle en Allemagne, à l’origine de l'abbaye de Füssen (Bavière), probablement originaire d’Irlande, et mort en 756 ou 772 à Füssen. Considéré comme l’un des apôtres de l’Allgäu avec saint Colomban et saint Gall, il est fêté le 6 septembre.

## Hagiographie
Le document écrit le plus ancien est une biographie, la Vita S. Magni, qui a probablement été rédigée vers 895 par un auteur anonyme. Une hypothèse la suggère rédigée par Théodore, le compagnon de Magne, plus tard corrigée et réécrite par Ermenrich, un moine d’Ellwangen, et rééditée avec des ajouts sans grande valeur en 1070 par Otloh de Saint-Emmeram. Un manuscrit est conservé à l'abbaye de Saint-Gall (Codex 565), et une copie du début du Xe siècle se trouve dans la bibliothèque de l'abbaye d’Einsiedeln (Codex 265).

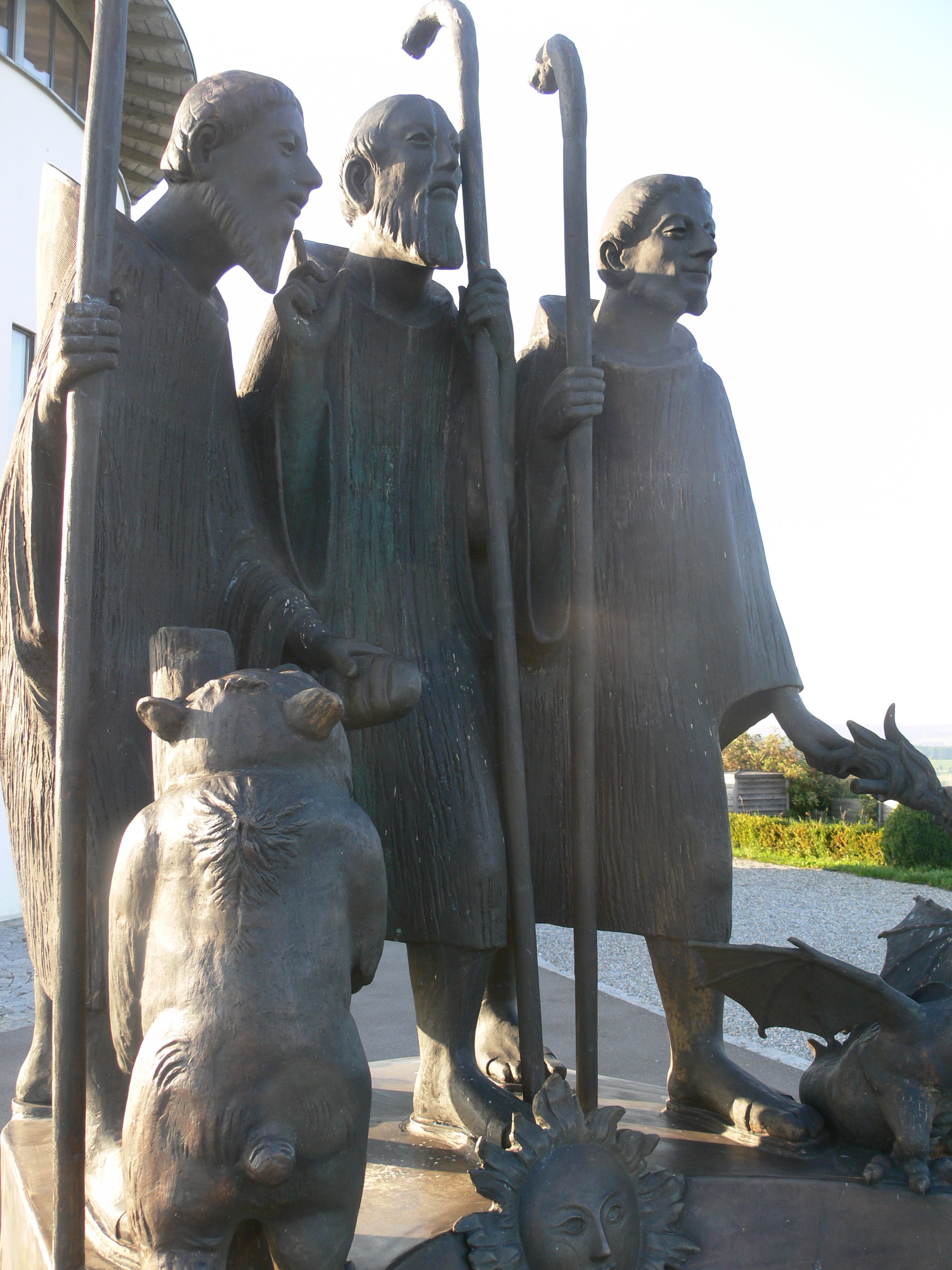
Les Saints de l'Allgäu, Gall, Magne de Füssen et Colomban de Luxeuil, de près de Leutkirch im Allgäu.

La division en 28 chapitres du texte (considéré au Moyen Âge comme nombre parfait, numerus perfectus) suggère un agencement savant, codé ou riche d’enseignement. Les chapitres 1 à 25 décrivent sa vie terrestre, et les trois derniers les événements finaux et les miracles après sa mort. Tout d'abord, Magne est dépeint comme un prince irlandais dédié à saint Colomban qui de diacre, devient moine puis chef de la communauté de Saint-Gall, future abbaye. Il s’ensuit son départ en tant qu’évangélisateur de l’Allgäu, accompagné de guérisons et de divers miracles. Magne est présenté comme le parfait vainqueur de l’obscurantisme et du paganisme comme le montre ses représentations avec un ours et un dragon.
Selon cet écrit – apparemment anachronique – Magne est d’abord envoyé comme diacre avec un autre nommé Théodore par le prêtre Willimar d’Arbon auprès de saint Gall qui est tombé malade. Puis celui-ci l’envoie prier auprès de la tombe de saint Colomban à Bobbio en Italie. Magne en revient avec sa crosse abbatiale (la combutta, connue comme bâton de Magnus) qu'il va toujours garder avec lui, et succède à Gall comme supérieur de la communauté.

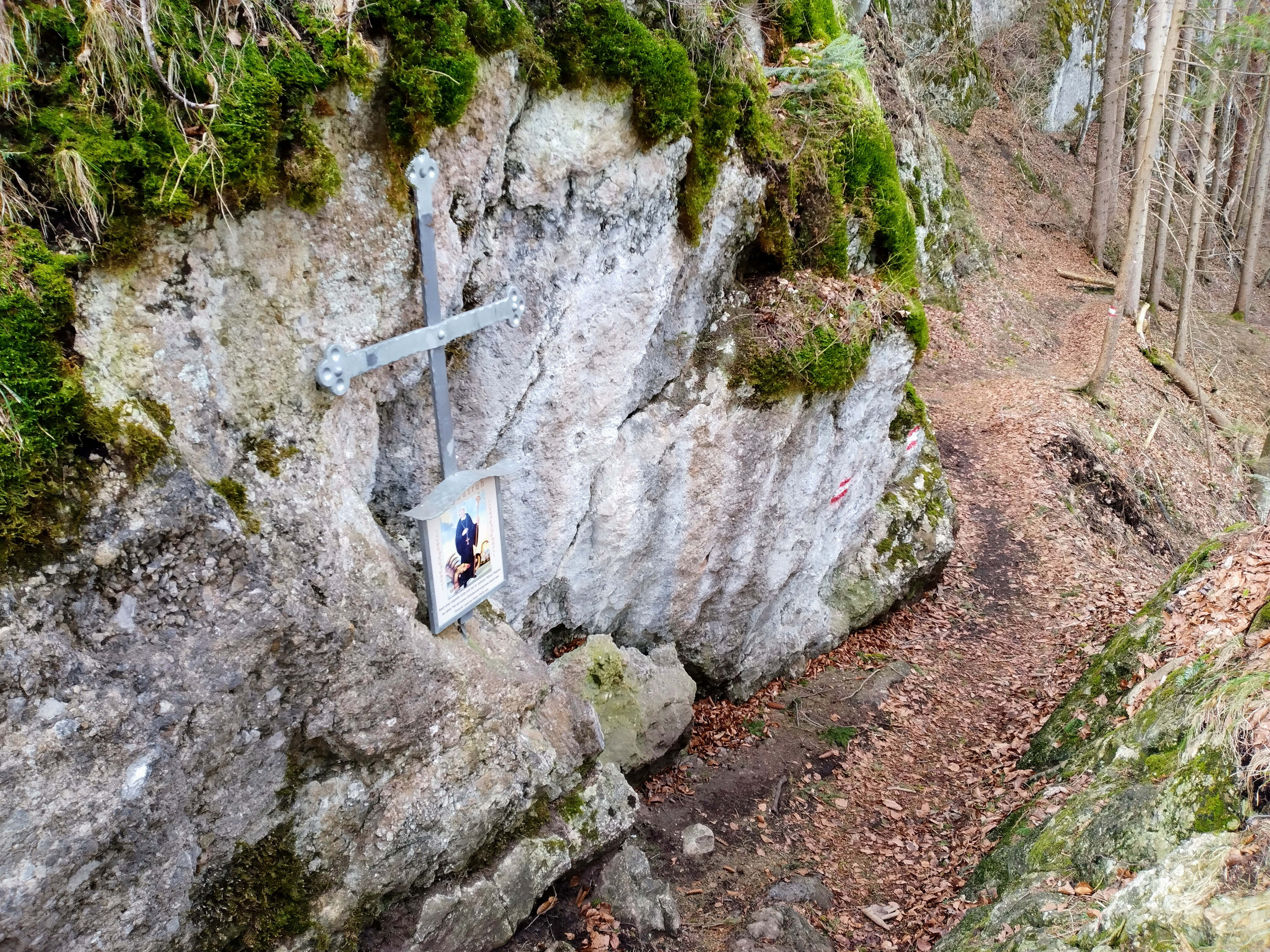
Magnusruh (le repos de saint Magne) au-dessus du près de Füssen, l'une de ses étapes vers 746.

L'évêque d'Augsbourg Wicterp envoie le prêtre Tozzo guider Magne et son compagnon de route Théodore afin qu’ils évangélisent la région est-allemande et peut-être de participer à l’indépendance des Alamans et des Bavarois vis-à-vis des Francs. Tandis que Théodore se fixe à Kempten, Magne poursuit jusqu’à Waltenhofen où il construit une église avec les chrétiens locaux, avant d’installer un ermitage près de Füssen qu’il agrandit avec l’aide de Tozzo. Entre-temps, il est consacré prêtre par l’évêque Wicterp qui lui envoie des disciples. À la mort de celui-ci, Magne aurait proposé au roi Pépin le Bref d’être remplacé par Tozzo.
Selon la tradition, Magne serait mort à l'âge de 73 ans un dimanche 6 septembre. Deux dates sont possibles : 772 comme on le suppose généralement, ou 756.

## Culte et iconographie

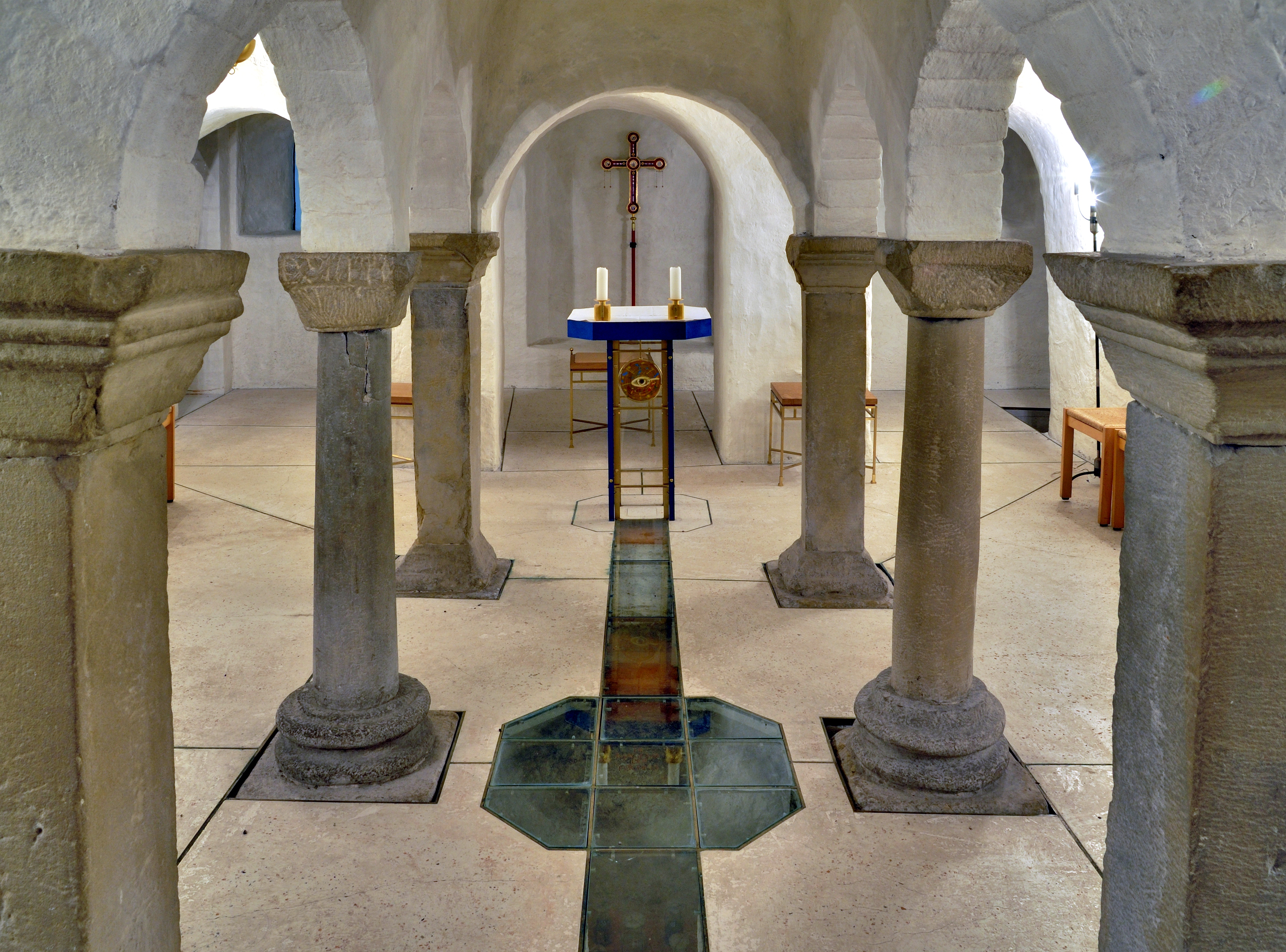
Sanctuaire de saint Magne, crypte de la basilique Saint-Magne de Füssen.

Après la mort de Magne de Füssen, son ermitage fut détruit lors des invasions hongroises (des Magyars). L'évêque Simpert d'Augsbourg a commencé à le reconstruire, puis les nouveaux bâtiments - église et monastère - ont été édifiés par ses successeurs. L'évêque Lanto (833-860) fit rechercher sa tombe. D'après la Vita, elle a été découverte par révélation, et le corps de Magne a été trouvé intact. En 851, avec l'accord de l'archevêque Otgar de Mayence, son corps fut déposé dans la crypte de l'église nouvellement érigée. Un de ses os a été envoyé à Saint-Gall en Suisse. Vers l'an 1100, toutes ses reliques ont disparu. Un minuscule éclat du sternum a été envoyé de Saint-Gall à Füssen et se trouve maintenant dans une grande croix de verre suspendue au-dessus de l'autel du sanctuaire. Il contient également le bâton, la croix et le calice du saint. Dans la crypte de style architectural de la période carolingienne tardive a été découvert en 1950 une fresque murale datant du début de la période ottonienne du Xe siècle en Bavière. Elle montre le jeune apologiste Magne derrière saint Gall.
Son culte est resté actif durant plus de mille ans dans le domaine de l'art et de la piété populaire, notamment dans l’Allgäu, le Tyrol, en Haute-Souabe et en Suisse. Sa vénération se retrouve également dans les monastères bénédictins.
Dans la région alpine, il était vénéré comme le saint patron venant en aide pour lutter contre les souris, les chenilles et les larves ; le monastère était connu pour aider à participer à la lutte contre les ravageurs.

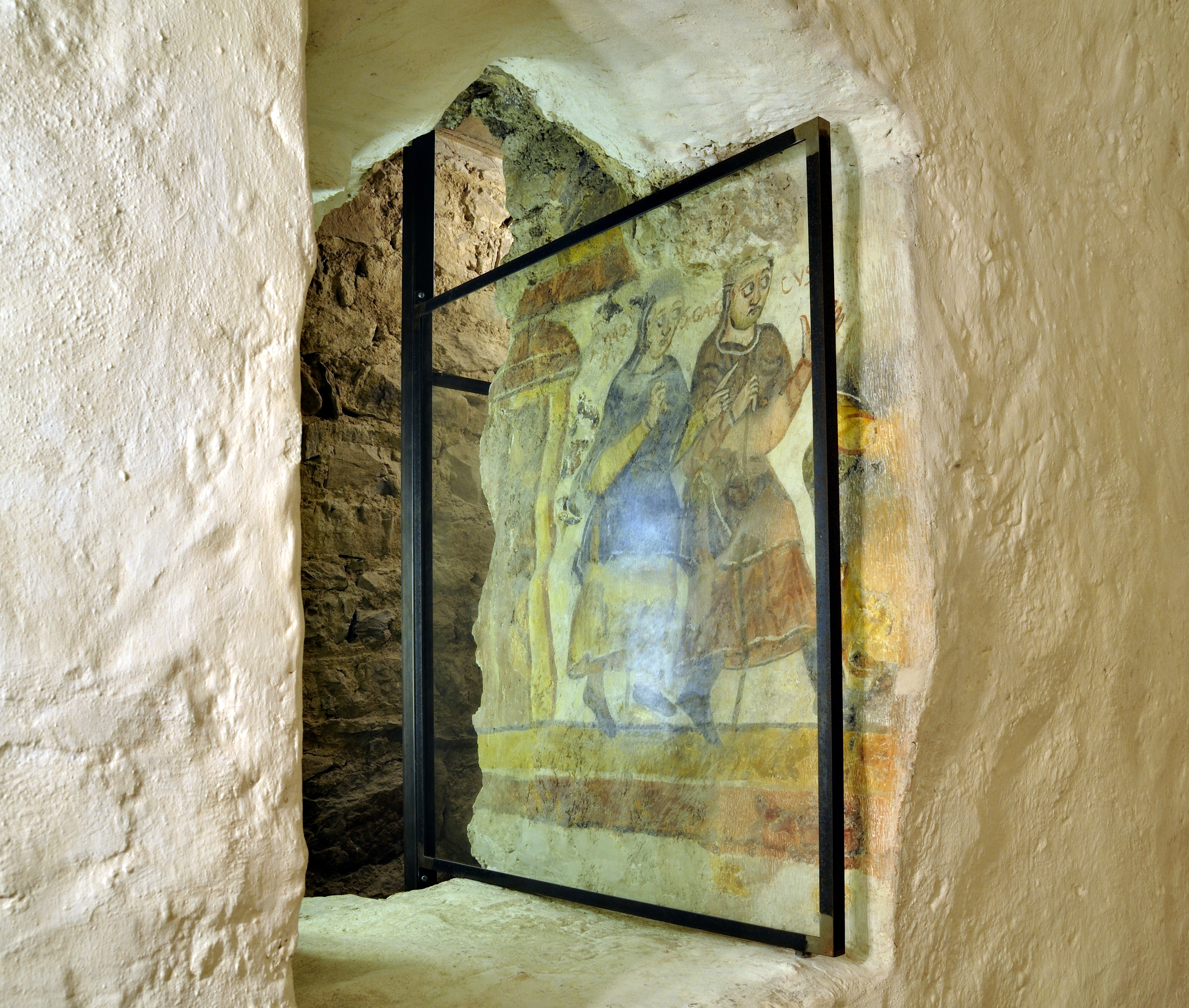
Saint Magne accompagnant saint Gall qui le précède, fresque découverte en 1950, crypte de la basilique Saint-Magne de Füssen.

La tradition des bénédictions effectuées avec le bâton Magnus étaient généralement réservée à l'abbé du monastère de Füssen ou à un prêtre qui se déplaçait à l'endroit voulu. Une note est restée : « Partout où le saint bâton allait avec l'abbé dévot, les raisins étaient épargnés de la moisissure pendant sept ans, et là où il était lancé à travers les champs avec des prières et des bénédictions, tous les parasites cédaient ». Comme autrefois à Wangen, le bâton Magnus est toujours porté en procession à Bad Schussenried dans un reliquaire en argent lors de processions pour protéger les cultures.
Dans l'art religieux, Magne est identifié par divers attributs. En tant qu'abbé d'un monastère bénédictin, il porte un capuchon, une croix pectorale et une crosse. L'ours représente l'apprivoisement des forces dangereuses de la nature. Au cours de la Contre-Réforme, le dragon, qui, selon la légende, a été vaincu par Magne dans la gorge près de Roßhaupten, est devenu son attribut central - un symbole de l'Église contre le paganisme et l'hérésie.